# Жители Ист-Энда
«Жители Ист-Энда» (англ. EastEnders) — британская мыльная опера, где показана повседневная жизнь простых обитателей вымышленного округа Уолфорд в Ист-Энде, восточной части Лондона. Сериал является одной из наиболее популярных телепрограмм в Великобритании, выпускается с 1985 года и по состоянию на декабря 2024 года содержит 7038 серий. Выиграл девять наград Британской академии кино и телевизионных искусств BAFTA TV, а также десятки других наград.